# Santiuste de Pedraza
Santiuste de Pedraza es un municipio de España, en la provincia de Segovia, comunidad autónoma de Castilla y León. Tiene una superficie de 29,14 km² con una población de 122 habitantes y una densidad de 4,19 hab/km².

## Geografía
Integrado en la Comunidad de Villa y Tierra de Pedraza, la capital del municipio, La Mata de Santiuste, se sitúa a 28 kilómetros de la capital segoviana. El término municipal está atravesado por la carretera N-110 en el pK 166, además de por la carretera local SG-P-2322, que permite la comunicación con Torre Val de San Pedro. El relieve del municipio está caracterizado por el Collado de los Pinillos (1667 metros) y el descenso progresivo hacia los valles de los ríos Sordillo y Cega. La altitud oscila entre los 1790 metros cerca de la Peña Saúca y los 1010 metros a orillas del río Cega. La capital del municipio se alza a 1104 metros sobre el nivel del mar.

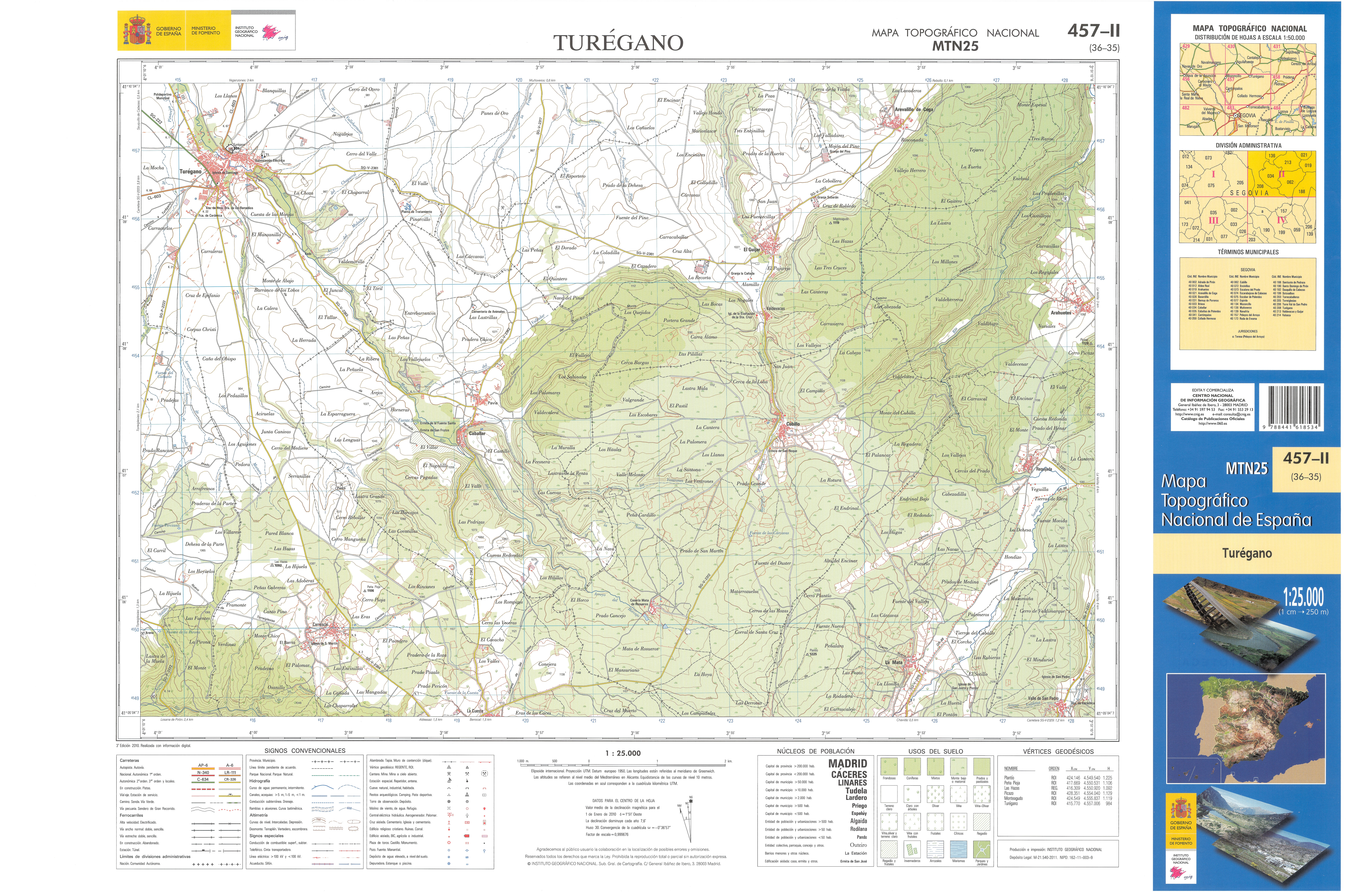
Fragmento de la hoja 457 del Mapa Topográfico Nacional de España de 2010 en el que se representa parte de Santiuste de Pedraza

| Noroeste: Cubillo            | Norte: Arahuetes            | Noreste: Pedraza                                      |
| Oeste: Cubillo y Turégano    |                             | Este: Aldealengua de Pedraza y Torre Val de San Pedro |
| Suroeste: Pelayos del Arroyo | Sur: Torre Val de San Pedro | Sureste: Torre Val de San Pedro                       |

### Localidades
- Chávida
- La Mata de Santiuste
- Requijada
- Urbanos

## Geografía humana

### Demografía
Cuenta con una población de 85 habitantes (INE 2024).
| Gráfica de evolución demográfica de Santiuste de Pedraza entre 1842 y 2021 |
| |
| Población de derecho según los censos de población del INE Población de hecho según los censos de población del INEEntre el censo de 1857 y el anterior, crece el término del municipio porque incorpora a 405034 (Requijada) |

| 126           | 108 | 102 | 119 | 122 | 122 | 105 | 122 | 116 | 104 | 94 | 91 | 80 |
| (Fuente: INE) |     |     |     |     |     |     |     |     |     |    |    |    |

## Administración y política
| Periodo   | Nombre                                                             | Partido   |
| --------- | ------------------------------------------------------------------ | --------- |
| 1979-1983 | Manuel Álvaro Gómez                                                | UCD       |
| 1983-1987 | Manuel Álvaro Gómez                                                | AP-PDP-UL |
| 1987-1991 | Julián Martín Gómez                                                | UC-CDS    |
| 1991-1995 | Manuel Álvaro Gómez                                                | PP        |
| 1995-1999 | Manuel Álvaro Gómez                                                | PP        |
| 1999-2003 | Manuel Álvaro Gómez                                                | PP        |
| 2003-2007 | Bonifacio Sanz González                                            | PSOE      |
| 2007-2011 | Bonifacio Sanz González                                            | PSOE      |
| 2011-2015 | Jesús Gómez García                                                 | PP        |
| 2015-2019 | Manuel Álvaro Gómez (2015-2017†)Eusebio Álvaro Vallejo (2017-2019) | PSOE      |
| 2019-2023 | Eusebio Álvaro Vallejo                                             | PSOE      |
| 2023-act. | Juan Manuel Álvaro Carravilla                                      | PP        |